# Dmitry Vitalyevich Bulgakov
Dmitry Vitalyevich Bulgakov (tiếng Nga: Дмитрий Витальевич Булгаков, sinh ngày 20 tháng 10 năm 1954) là một Anh hùng Liên bang Nga, đại tướng quân đội Liên bang Nga, nguyên Thứ trưởng Bộ Quốc phòng Liên bang Nga.
Bulgakov sinh ra và lớn lên ở Verkhneye Gurovo, tỉnh Kursk, Nga. Sau khi hoàn thành phổ thông trung học, ông bắt đầu binh nghiệp với tư cách là học viên Trường Cao đẳng Sĩ quan Hậu cần Volsk từ năm 1972 đến 1976. Sau này, ông đi học nâng cao tại Học viện Quân sự Hậu cần và Vận tải từ năm 1982 đến 1984 và Học viện Quân sự Bộ Tổng tham mưu các Lực lượng Vũ trang Liên bang Nga từ năm 1994 đến năm 1996. Ông có học vị tiến sĩ kinh tế và học hàm giáo sư của Học viện An ninh, Quốc phòng và Thực thi pháp luật.
Ông đã trải qua nhiều cương vị khác nhau liên quan đến lĩnh vực hậu cần ở các đơn vị khác nhau. Năm 1992, ông được thăng quân hàm Thiếu tướng; năm 1996, được thăng quân hàm Trung tướng.
Từ năm 1997 đến năm 2008, ông là Tham mưu trưởng Binh chủng Hậu cần của Lực lượng Vũ trang Liên bang Nga; từ tháng 12 năm 2008 đến tháng 7 năm 2010, ông là Tư lệnh Binh chủng này. Năm 2008, được thăng quân hàm Thượng tướng.
Ngày 27 tháng 7 năm 2010, ông được bổ nhiệm làm Thứ trưởng Bộ Quốc phòng, giám sát lĩnh vực hậu cần. Năm 2011, được thăng quân hàm Đại tướng. Ông đã thiết kế và lãnh đạo hoạt động hậu cần cho lực lượng quân sự Nga can thiệp vào Syria. Vì kết quả của hoạt động này, ông được phong Anh hùng Liên bang Nga năm 2016.
Ông cũng thiết kế và chỉ đạo hoạt động hậu cần cho lực lượng Nga và lực lượng ly khai ở Ukraina từ năm 2015. Do đó, ông bị chính phủ Mỹ và chính phủ Anh liệt vào danh sách trừng phạt. Tuy nhiên, tháng 9 năm 2022, ông bị bãi nhiệm chức Thứ trưởng Bộ Quốc phòng có thể do những thất bại trong công tác hậu cần cho Chiến dịch Quân sự Đặc biệt của Nga ở Ukraina; tháng 7 năm 2024, ông bị bắt với cáo buộc tham nhũng trong hoạt động hậu cần quân đội.